# Marpesia hermiome
Marpesia hermiome är en fjärilsart som beskrevs av Felder 1861. Marpesia hermiome ingår i släktet Marpesia och familjen praktfjärilar. Inga underarter finns listade i Catalogue of Life.